# Шабельницька сільська рада
Шабе́льницька сільська́ ра́да — колишня  адміністративно-територіальна одиниця та орган місцевого самоврядування в Миколаївському районі Одеської області. Адміністративний центр — село Шабельники.

## Загальні відомості
Шабельницька сільська рада утворена в 1924 році.
- Територія ради: 76,8 км²
- Населення ради: 713 особи (станом на 2001 рік)

## Населені пункти
Сільській раді підпорядковані населені пункти:
- с. Шабельники
- с. Бірюкове
- с. Жукове
- с. Нова Григорівка

## Населення
Згідно з переписом УРСР 1989 року чисельність наявного населення сільської ради становила 817 осіб, з яких 374 чоловіки та 443 жінки.
За переписом населення України 2001 року в сільській раді мешкало 713 осіб.

### Мова
Розподіл населення за рідною мовою за даними перепису 2001 року:
| Мова       | Відсоток |
| ---------- | -------- |
| українська | 89,90 %  |
| молдовська | 8,42 %   |
| російська  | 1,26 %   |
| болгарська | 0,28 %   |
| білоруська | 0,14 %   |

## Склад ради
Рада складається з 14 депутатів та голови.
- Голова ради: Стоянов Степан Георгійович

### Керівний склад попередніх скликань
| Прізвище, ім'я, по батькові | Основні відомості                                                                       | Дата обрання | Дата звільнення |
| --------------------------- | --------------------------------------------------------------------------------------- | ------------ | --------------- |
| Альохін Олексій Петрович    | Сільський голова, 1957 року народження, безпартійний                                    | 26.03.2006   | 25.10.2006      |
| Стоянов Степан Георійович   | Сільський голова, 1964 року народження, безпартійний                                    | 04.03.2007   | 31.10.2010      |
| Стоянов Степан Георгійович  | Сільський голова, 1964 року народження, освіта середня спеціальна, член Партії регіонів | 31.10.2010   |                 |

Примітка: таблиця складена за даними сайту Верховної Ради України

### Депутати
За результатами місцевих виборів 2010 року депутатами ради стали:

#### За суб'єктами висування
| Суб'єкт висування                                       | Кількість обраних депутатів | %    |
| ------------------------------------------------------- | --------------------------- | ---- |
| Політична партія Всеукраїнське об'єднання «Батьківщина» | 7                           | 50   |
| Партія регіонів                                         | 4                           | 28,6 |
| Народна партія                                          | 2                           | 14,3 |
| Самовисування                                           | 1                           | 7,1  |

#### За округами
| № округу                                                | Прізвище, ім'я, по батькові  | Дата визнання обраним | Освіта             | Партійна приналежність                        | Відомості про обраного депутата                         |
| ------------------------------------------------------- | ---------------------------- | --------------------- | ------------------ | --------------------------------------------- | ------------------------------------------------------- |
| Народна Партія                                          |                              |                       |                    |                                               |                                                         |
| 3                                                       | Мозуленко Олена Федорівна    | 02.11.2010            | середня спеціальна | член Народної партії                          | тимчасово не працює                                     |
| 9                                                       | Деренько Світлана Василівна  | 02.11.2010            | вища               | член Народної партії                          | приватний підприємець                                   |
| Партія регіонів                                         |                              |                       |                    |                                               |                                                         |
| 4                                                       | Матієшин Анатолій Михайлович | 02.11.2010            | середня            | член Партії регіонів                          | тимчасово не працює                                     |
| 6                                                       | Буга Надія Дмитрівна         | 02.11.2010            | середня спеціальна | член Партії регіонів                          | Шабельницька сільська рада, секретар                    |
| 13                                                      | Федоченко Ольга Василівна    | 10.01.2011            | середня спеціальна | член Партії регіонів                          | тимчасово не працює                                     |
| 14                                                      | Федоченко Сергій Іванович    | 10.01.2011            | середня спеціальна | член Партії регіонів                          | тимчасово не працює                                     |
| Політична партія Всеукраїнське об'єднання «Батьківщина» |                              |                       |                    |                                               |                                                         |
| 1                                                       | Федькалова Ольга Михайлівна  | 02.11.2010            | вища               | член Всеукраїнського об'єднання «Батьківщина» | Шабельницький навчально-виховний комплекс, вчитель      |
| 2                                                       | Ковальчук Любов Семенівна    | 02.11.2010            | середня спеціальна | член Всеукраїнського об'єднання «Батьківщина» | відділення зв'язку                                      |
| 7                                                       | Корчагіна Людмила Леонідівна | 02.11.2010            | середня            | член Всеукраїнського об'єднання «Батьківщина» | Шабельницький навчально-виховний комплекс, техпрацівник |
| 8                                                       | Шаламай Ольга Федорівна      | 02.11.2010            | середня спеціальна | член Всеукраїнського об'єднання «Батьківщина» | Шабельницький навчально-виховний комплекс, комірник     |
| 10                                                      | Чабаненко Валентина Іванівна | 02.11.2010            | вища               | член Всеукраїнського об'єднання «Батьківщина» | Шабельницький навчально-виховний комплекс, вчитель      |
| 11                                                      | Боднар Іван Семенович        | 02.11.2010            | середня            | член Всеукраїнського об'єднання «Батьківщина» | ТОВ «Агроком», водій                                    |
| 12                                                      | Челебій Сергій Іванович      | 02.11.2010            | середня            | член Всеукраїнського об'єднання «Батьківщина» | тимчасово не працює                                     |